# Gossnab
Il Gossnab (russo: Госснаб СССР) era un istituto economico sovietico che si affiancava al Gosplan e alla Gosbank. Era l'ufficio statale per la fornitura di materiali e macchinari e aveva il compito di controllare tutte le transazioni commerciali interne all'Unione Sovietica.
Nato come Narkomprod nel 1917 e poi rinominato nel 1948 è stato attivo fino al 1953 e poi dal 1965 al 1991. Ricreato nel mezzo di una serie di riforme economiche attuate sotto il premier Aleksej Nikolaevič Kosygin a metà degli anni '60, Gossnab ha coordinato l'allocazione di risorse non gestite da Gosplan. Gossnab ebbe un successo misto nella creazione di un sistema di commercio all'ingrosso, basato su contratti diretti tra fornitori e utenti.

## Narkomprod
Nacque nel 1917 come Commissariato del popolo per i rifornimenti alimentari (in russo Наркомпрод, Народный комиссариат продовольствия?), il cui primo commissario fu Ivan Teodorovič.
Vi erano inoltre diverse organizzazioni sussidiarie:
- 1918-1919 - Ufficio centrale per le forniture (Centrozakup)
- 1917-1918 - Commissariato speciale per la fornitura di cibo ai lavoratori delle aziende di carburanti (Chleboles)
- 1918-1920 - Direzione generale dei prodotti di distribuzione (Glavprodukt)
- 1918-1920 - Comitato regionale straordinario per l'alimentazione e l'approvvigionamento del sud della Russia (Čokprod)
- 1918-1919 - Uffici uniti delle organizzazioni cooperative alimentari
- 1919-1922 - Commissione centrale per le forniture ai lavoratori (Cekorabsnab)

Il Narkomprod fu responsabile nel giugno 1918 del tentativo di organizzazione di "comitati dei poveri" nei villaggi provinciali. Questo fu un tentativo di incoraggiare una "guerra di classe" nelle campagne, ma non si materializzò, principalmente perché i contadini non erano risentiti dei "kulaki" (ricchi contadini) in quanto c'era una tendenza per tutti i contadini ad avere gli stessi interessi.

### Commissari
- Ivan Teodorovič (1875-1937) (russo Иван Адольфович Теодорович), 1917-1917
- Aleksandr Šlichter (1868-1940) (russo Александр Григорьевич Шлихтер), 1917-1918
- Aleksandr Cjurupa (1870-1928) (russo Александр Дмитриевич Цюрупа), 1918-1921
- Nikolaj Brjuchanov (1878-1938) (russo Николай Павлович Брюханов), 1921-1923
- Moisej Kalmanovič (1888-1937) (russo Моисей Иосифович Калманович), 1923-1924

| Controllo di autorità | VIAF (EN) 124354113 · LCCN (EN) n82040167 · J9U (EN, HE) 987010635919905171 |